# ذیبین، سوریا
ذیبین (به عربی: ذیبین) یک منطقهٔ مسکونی در سوریه است که در استان سویدا واقع شده‌است. ذیبین ۲٬۵۶۲ نفر جمعیت دارد.